# サニー (THE BACK HORNの曲)
「サニー」は、日本のロックバンド・THE BACK HORNのメジャーデビューシングル。2001年4月25日発売。

## 解説
このシングルからSPEEDSTAR RECORDSよりメジャーデビューを果たす。
しかし、インディーズ時代にバンドで共に活動してきたベーシストの平林直己がメジャーデビュー前に脱退したため、本作から2ndアルバム『心臓オーケストラ』の頃まで、ベーシスト不在の3人で活動した（途中から岡峰光舟がサポートメンバーとして参加）。
PVでは旧メンバーの平林直己がベースを演奏している（※演技シーンでの出演はない）。
表題曲「サニー」は、『スペースシャワーTV』2001年4月度POWER PUSH!。

## 収録曲
全作詞・作曲・編曲：THE BACK HORN
1. サニー
2. 異国の空

## 収録アルバム
- オリジナルアルバム『人間プログラム』（2001年10月17日、VICL-61744、#1）
- ベストアルバム『BEST THE BACK HORN』（2008年1月23日、VICL-62746、#1）
- ベストアルバム『B-SIDE THE BACK HORN』（2013年9月18日、VICL-64064、#2）